# Ziegelsdorf (Möckern)
Ziegelsdorf ist ein Ortsteil von Möckern im Landkreis Jerichower Land in Sachsen-Anhalt.

## Geografie
Das Dorf liegt zwei Kilometer nordöstlich von Grabow, am Westrand des 25.063 Hektar großen und sehr waldreichen Landschaftsschutzgebietes (LSG) Möckern-Magdeburgerforth. Die Grenze des LSG verläuft in Nord-Süd-Richtung mitten durch den Ort. Das Gebiet erstreckt sich in südliche Richtung bis zur rund 14 km (Luftlinie) gelegenen Stadt Möckern. Das ganze Areal des hiesigen LSG ist ein Teil des Naturraumes Burg-Ziesarer Vorfläming und gehört zum Fläming.

## Geschichte
Die erste Erwähnung des Ortes findet sich in einer Urkunde vom 6. Januar 1306, worin der Verkauf von Grabow durch das Domkapitel Magdeburg bestätigt wurde. Zu diesem Zeitpunkt hieß der Ort allerdings Ikendorp. Im Grenzvertrag Albrechts mit Joachim I. vom 28. Oktober 1533 wird das gleiche Dorf dann Tygelsdorf genannt. In späteren Belegen wird dann vom Rittergut Ziegelsdorf berichtet.
Im Jahr 1847 wurde Ziegelsdorf im „Topographisch-statistischen Handbuch des Preussischen Staats“ gelistet. Zum Ort zählten ein Rittergut, eine Ziegelei, der Telegraph No. 11, sechs Häuser und 55 Seelen.
Am 30. September 1928 wurde der Gutsbezirk Ziegelsdorf mit der Landgemeinde Grabow vereinigt. Mit der Eingemeindung von Grabow nach Möckern am 1. Januar 2010 kam der Ortsteil zu Möckern.

## Sehenswürdigkeiten

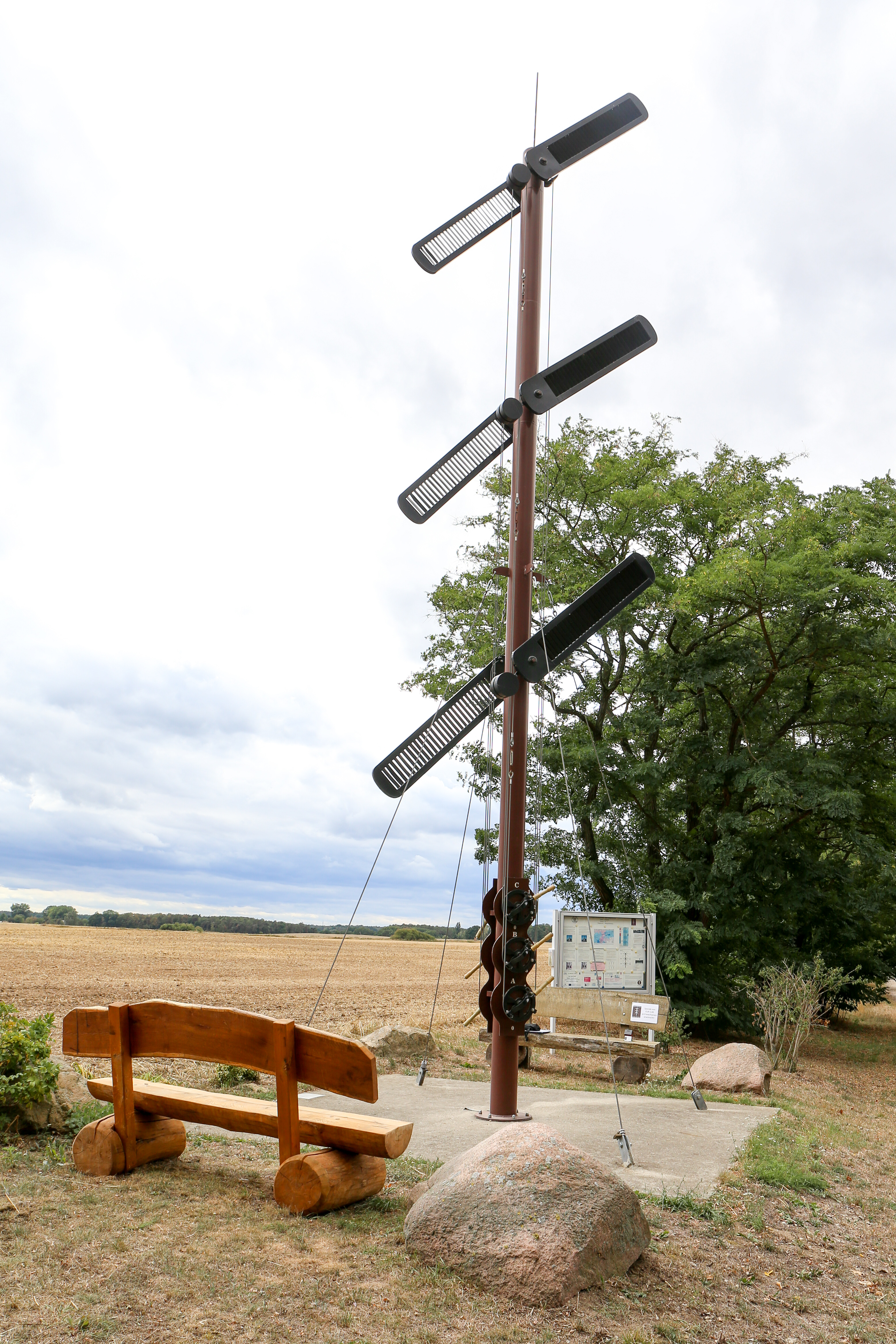
Nachbau des Telegraphenmastes

Am westlichen Ortsrand befindet sich seit 2011 ein originalgetreuer und voll funktionsfähiger neun Meter hoher Nachbau eines telegrafischen Übertragungsgerätes für Informationen. Der so genannte Telegraf gehörte zur Preußischen Telegrafenlinie und war 1833–1849 Station 11 auf der Strecke von Berlin nach Coblenz in die Rheinprovinz.

## Verkehr
Von Grabow im Südwesten aus, führt die wichtigste Straßenverbindung, die Kreisstraße 1002, in den Ort und endet hier. Bis zur nächstgelegenen Anschlussstelle Nr. 75 der Bundesautobahn 2 bei Theeßen sind es knapp zehn Kilometer. In die Kreisstadt Burg des Landkreises Jerichower Land gelangt man über die Landesstraße 52 nach gut elf Kilometern. Der Weg in die Stadt Möckern über die kürzeste Strecke beträgt rund 16 km, fast ausschließlich ebenso über Kreisstraßen zu erreichen.